# Инклюзив
Инклюзи́в (фр. inclusif «включающий в себя» от лат. includo «включаю») — местоименная форма, выражающая включённость адресата речи в дейктическую сферу местоимения 1-го лица множественного числа (иногда — двойственного числа). Понятие «инклюзивный» используется также в другом значении при описании семантики падежей (например, дательный инклюзивный падеж) и времён (см. перфект).
Инклюзив образует субкатегориальное значение в составе категории лица. Буквальное значение инклюзива — «мы (я) с тобой / с вами». 
В грамматической системе инклюзив существует только в совокупности с эксклюзивом и противопоставляется ему: например, в тамильском языке: 1-е лицо множ. числа инклюзивное nām — 1-е лицо множественного числа эксклюзивное yam. 
В языках, где нет морфологического инклюзива, его значение выражается лексически (словосочетанием, например, в русском языке «мы с вами» или «мы с тобой» в отличие от неопределённого «мы»).
Иногда различают ограниченный инклюзив (включающий только адресата) и общий инклюзив (включающий также третье лицо). Способы образования форм инклюзива различны по языкам (возможны как аффиксация, так и супплетивизм).

## В языках мира
Инклюзив встречается в языках Центральной и Юго-восточной Азии, Океании, Австралии, Америки и Африки. Есть он также в удмуртском языке.
В некоторых языках (например, нигеро-конголезских) есть системы сложных форм инклюзива, образованных путём сочетания простых местоименных элементов: например, в бамилеке (банджун) простые формы инклюзива — pə «мы с вами», pù «мы с тобой» (дуалис), сложные формы — pə-e «мы с вами и с ним», pə-a-pú «мы с вами и с ними», pù-e «мы с тобой и с ним», pù-a-pú «мы с тобой и с ними» (сложные формы в этих языках возможны, независимо от категории инклюзива, для всех лиц).